# Chevrolet Blazer
Chevrolet Blazer var en i USA af General Motors fremstillet SUV. Som suppelement til den mellem midten af 1969 og efteråret 1994 byggede "store" Blazer introduceredes i sensommeren 1982 den mindre Blazer S-10.

## Blazer K/K5 (1969−1994)
Den oprindelige Blazer blev mellem midten af 1969 og efteråret 1994 bygget i tre forskellige modelgenerationer.
I efteråret 1994 blev modellen omdøbt til Chevrolet Tahoe. Dette år var Tahoe stadigvæk identisk med de forudgående årgange af Blazer.
Navnet Blazer blev fra efteråret 1994 og frem udelukkende benyttet på den mindre Chevrolet Blazer fra S-10-serien.

## Blazer S-10 (1982−2005)
I september 1982 lancerede Chevrolet en ny, mindre Blazer som i sit første produktionsår blev solgt i 106.000 eksemplarer.
Chevrolet Blazer blev i oktober 1994 såvel teknisk som optisk grundlæggende modificeret. Modellen beholdt sit design helt frem til produktionen sluttede.
Sideløbende med Blazer introducerede General Motors GMC S-15 Jimmy. I 1991 indstilledes produktionen af Oldsmobile Bravada. Alle tre SUVer var baseret på samme platform, hvor GMC Jimmy og Chevrolet Blazer var mest identiske i udstyr, hvor Oldsmobile Bravada tilhørte et højere segment.
Ud over Chevrolet Tahoe, Chevrolet Suburban og Chevrolet TrailBlazer var Blazer til sidst Chevrolets mindste SUV-model. I december 2005 indstilledes produktionen af Blazer.